# Episodi di The Cleaner (seconda stagione)
La seconda stagione della serie televisiva The Cleaner è andata in onda negli Stati Uniti dal 23 giugno al 15 settembre 2009, sul canale via cavo A&E Network.
In Italia la seconda stagione è stata trasmessa dal 24 giugno al 5 agosto 2010, su Joi, canale pay della piattaforma Mediaset Premium.
| nº | Titolo originale             | Titolo italiano            | Prima TV USA      | Prima TV Italia |
| -- | ---------------------------- | -------------------------- | ----------------- | --------------- |
| 1  | Hello America                | Ciao America               | 23 giugno 2009    | 24 giugno 2010  |
| 2  | Last American Casualty       | Persone sensibili          | 30 giugno 2009    | 24 giugno 2010  |
| 3  | The Projectionist            | Il proiezionista           | 7 luglio 2009     | 1º luglio 2010  |
| 4  | Does Everybody Have A Drink? | Un errore dopo l'altro     | 14 luglio 2009    | 1º luglio 2010  |
| 5  | Split Ends                   | Lo strappo finale          | 21 luglio 2009    | 8 luglio 2010   |
| 6  | The Things We Didn't Plan    | Le cose non programmate    | 28 luglio 2009    | 8 luglio 2010   |
| 7  | An Ordinary Man              | Un uomo comune             | 4 agosto 2009     | 15 luglio 2010  |
| 8  | The Turtle and the Butterfly | La tartaruga e la farfalla | 11 agosto 2009    | 15 luglio 2010  |
| 9  | Path of Least Resistance     | La strada più facile       | 18 agosto 2009    | 22 luglio 2010  |
| 10 | Cinderella                   | La morte del cigno         | 25 agosto 2009    | 22 luglio 2010  |
| 11 | Standing Eight               | Un filo di speranza        | 1º settembre 2009 | 29 luglio 2010  |
| 12 | Crossing The Threshold       | L'amore per la famiglia    | 8 settembre 2009  | 29 luglio 2010  |
| 13 | Trick Candles                | 10 candeline               | 15 settembre 2009 | 5 agosto 2010   |